# Tadeusz Cuch
Tadeusz Cuch (né le 17 février 1945 à Stary Bazanów) est un athlète polonais spécialiste du 100 mètres. Affilié au Legia Warszawa, il mesure 1,79 m pour 70 kg.

## Biographie

### Palmarès
| Date | Compétition           | Lieu     | Résultat | Épreuve   | Performance |
| ---- | --------------------- | -------- | -------- | --------- | ----------- |
| 1971 | Championnats d'Europe | Helsinki | 2e       | 4 x 100 m | 39 s 70     |
| 1972 | Jeux olympiques d'été | Munich   | 6e       | 4 x 100 m | 39 s 03     |

### Records
| Épreuve    | Performance | Lieu | Date |
| ---------- | ----------- | ---- | ---- |
| 100 mètres | 10 s 49     |      | 1973 |